# Boskillnad
Boskillnad (danska: bosondring) var inom nordisk rätt en åtgärd som innebar att egendomsgemenskapen mellan äkta makar upphävdes utan att äktenskapet upplöstes. Syftet var bland annat att skydda den ena makens tillgångar om den andra maken dragit på sig skulder eller på annat sätt misskött sin ekonomi. Domstol kunde döma till boskillnad efter ansökan från en av makarna i samband med konkurs, ekonomisk misskötsel. I Sverige skulle boskillnad också beviljas i fall makarna var eniga om att åtgärden skulle vidtas. Efter att en ansökan om boskillnad blivit beviljad skulle bodelning verkställas, där makarnas giftorättsgods delades mellan dem. Boskillnad har avskaffats i samtliga nordiska rättsordningar utom den isländska.
I Sverige avskaffades boskillnadsinstitutet 1988 i samband med att Äktenskapsbalken ersatte Giftermålsbalken. Då infördes också den snarlika möjligheten för makar att enas om en uppdelning av giftorättsgods genom så kallad bodelning under äktenskap. I Danmark avskaffades bosondring 2018. Eftersom insitutet fortfarande lever inom isländsk rätt kan det komma att användas inom övriga nordiska länder med stöd av en konvention från 1931. Vid en sådan ansökan till svensk domstol ska de tidigare reglerna i Giftermålsbalken tillämpas.